# 에르딩

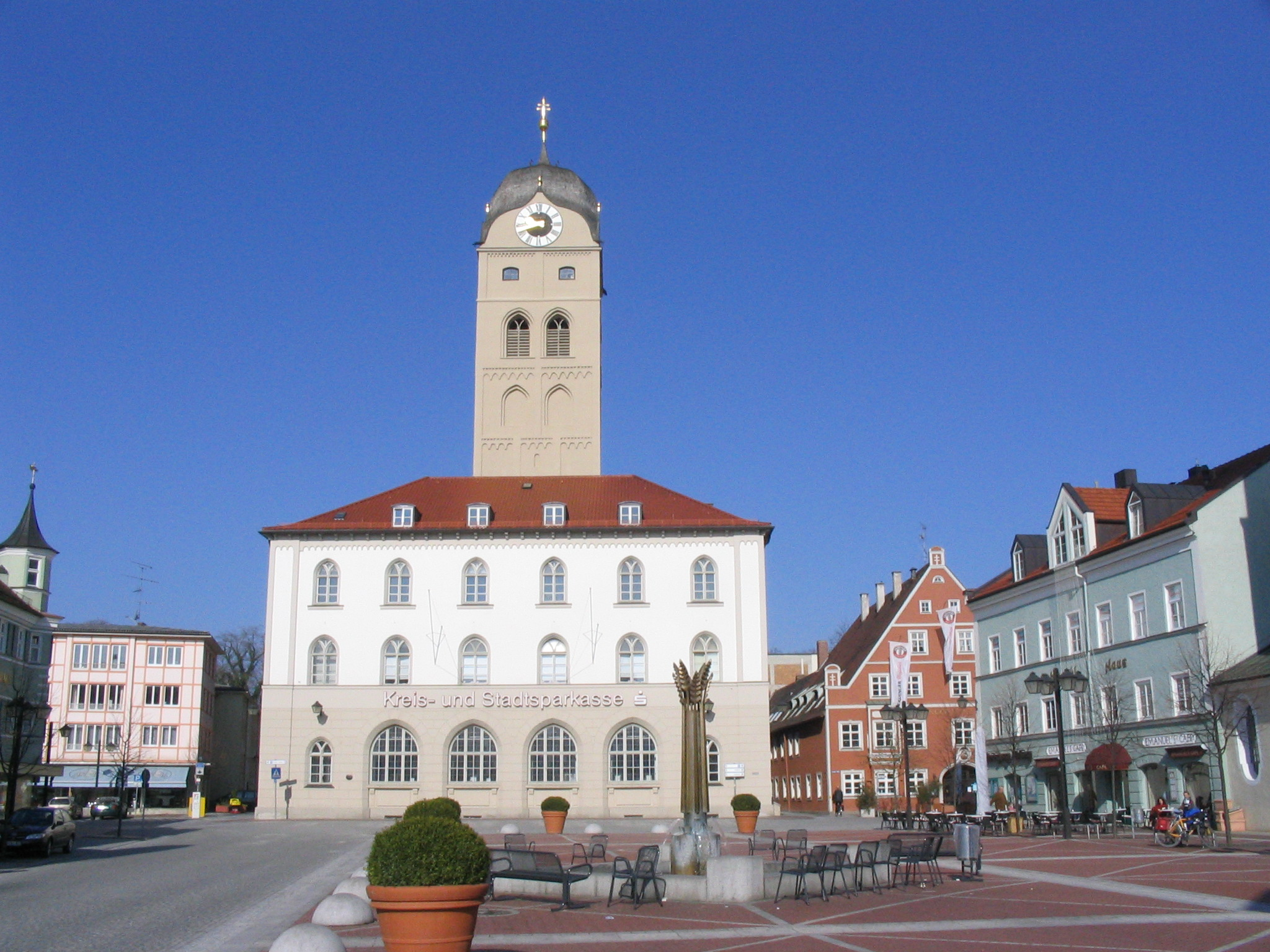

에르딩(Erding)은 독일 바이에른주의 도시이다.